# スヴァネティ
スヴァネティ（グルジア語: სვანეთი Svaneti）はジョージア（グルジア）北西部に位置する歴史的な地域名である。グルジア人に含まれる先住民族であるスヴァン人（Svans）たちが暮らしている。
歴史的に上スヴァネティ（今日のMestia Raioni）と下スヴァネティ（今日の Lentekhi Raioni）に分かれ、前者の建造物群と文化的景観はユネスコの世界遺産に登録されている。メスティアが中心都市となっている。

## 地理
3,000メートル級から5,000メートル級の山々に囲まれているスヴァネティは、ヨーロッパの定住地域では最も海抜標高が高い。コーカサス山脈の最高10峰のうち4つがこの地方に存在している。また、ジョージア最高峰のシュハラ山（標高5,201メートル）もこの地方にある。他の突出した峰としては、Tetnuldi（標高4,974メートル）、Shota Rustaveli（標高4,960メートル）、Mt. Ushba（標高4,710メートル）、Ailama（標高4,525メートル）などがある。 
大カフカース山脈中央部の南の斜面に位置するスヴァネティは、リオニ川、イングリ川（Enguri）、ツヘニスツカリ川上流部の渓谷に広がっている。
地理的にも歴史的にも、スヴァネティは、上スヴァネティと下スヴァネティに二分され、それぞれイングリ川とCxenis-c’q’ali川の各上流部の渓谷を中心としている。
それらは今日のグルジアの地方行政区分におけるサメグレロ＝ゼモ・スヴァネティ州とラチャ＝レチフミおよびクヴェモ・スヴァネティ州に分けられている。歴史的なスヴァネティには、隣接するアブハジア地方のコドリ渓谷や、現ロシア領内の隣接するクバン川やバクサン川（Baksan）の渓谷の一部も含んでいた。

### 植生

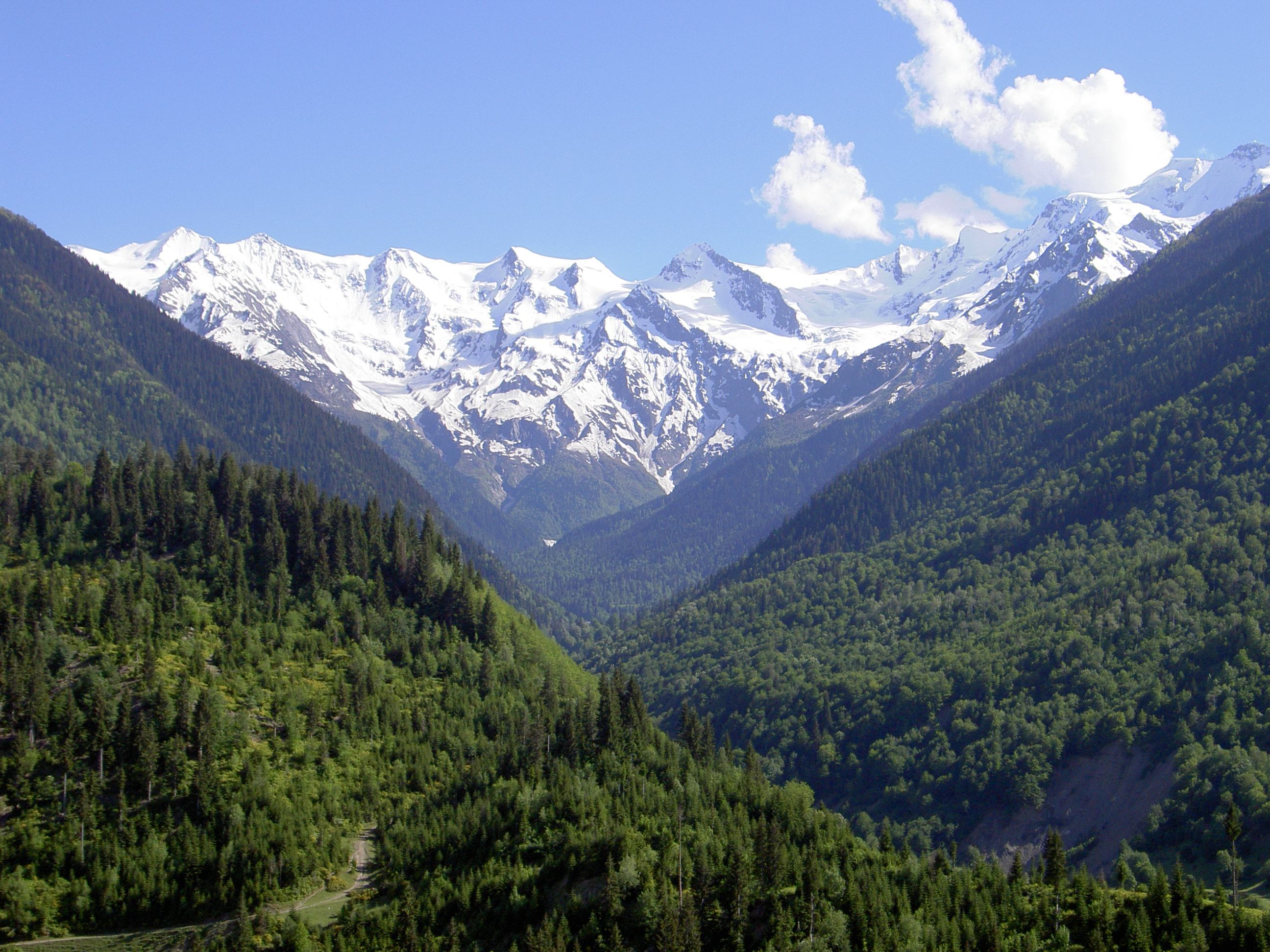
スヴァネティにおけるコーカサス山脈の見晴らし

スヴァネティの景観は深い峡谷に分けられた山々に支配されている。標高1,800メートル以下の地域の大部分は、針葉樹林や針葉樹と広葉樹の入り混じった森林に覆われている。それらを構成しているのは、トウヒ、モミ、ブナ、ナラ、シデなどである。ほかの樹木を見かけることは稀だが、クリ、樺、カエデ、マツ、ツゲなどが見られる事もある。標高1,800メートルから3,000メートルほどの地域になると、植生は高山性の草原になる。標高3,000メートルを超えると万年雪や氷河が占めるようになり、その氷河や美しい山頂などで有名である。スヴァネティの特筆すべき山頂としてはUshba山がある。これはイングリ峡谷の上に聳え、地方のほとんどの場所から見ることが出来る。

### 気候
スヴァネティの気候は湿潤で、一年を通じて黒海から流れ込む気団の影響を受けている。年平均の気温および降水量は標高によって変化し、降水量の場合、1,000ミリメートルから3,200ミリメートルの間で変化する。最も多く雨が降るのは大コーカサス山脈に含まれる地域である。冬のこの地方は大豪雪地帯であり、雪崩も珍しいものではない。場所によっては積雪量が5メートルに達するところもある。
スヴァネティの最も低い地域（標高800メートルから1,200メートル）は、長く温暖な夏と相対的に寒冷で雪の多い冬に特徴付けられる。標高1,200メートルから1,800メートルの地域は、相対的に温暖な夏と寒冷な冬を経験する。標高2,000メートルを超える地域になると、夏は3ヵ月に満たない短く冷涼なものになり、長く冷たい冬が続く。スヴァネティの大部分は標高3,000メートルを超える地域であり、夏らしい夏を迎えることはない。

## 歴史
スヴァン人は一般に古代ギリシャの地理学者ストラボンによって「ソアネス」（Soanes）として言及されていた民族と同一であると見なされている。ストラボンはソアネスを、今日のスヴァン人たちが暮らす地域に位置づけていた。一帯はコルキスの属領となり、その後、ラジカ王国（Lazica）の支配を受けた。西暦552年のラジカ戦争（Lazic War）に乗じてラジカとの繋がりを否定し、サーサーン朝ペルシャに属した。西暦562年にスヴァネティは再びラジカの支配下に置かれた。それからアブハジア王国（Kingdom of Abkhazia）に属したが、11世紀初頭には統一されたグルジア王国に併呑された。
スヴァネティは公爵（eristavi）が治める公爵領（saeristavo）となった。スヴァネティにおけるグルジア正教会文化の最盛期は、グルジアの黄金時代とも言われるタマル女王の治世下の事であり、スヴァネティの人々は彼女をほとんど女神のように尊崇していた。伝説では、タマル女王は毎年スヴァネティを訪問していたという。スヴァン人たちの勇猛ぶりはよく知られていた。彼らのはためく軍旗は、その姿からレミ（ライオン）と呼ばれた。モンゴル軍が西進したときもその略奪はスヴァネティまでは及ばず、一時的に文化的な避難所の役割を果たした。1460年代にグルジア王国が最終的に解体した後、スヴァネティの支配権も消えた。上スヴァネティは独立したスヴァネティ公国（Principality of Svaneti）を形成した。下スヴァネティは段階的にミングレリア（Mingrelia）の君主たちに征服されるようになっていった。
1833年11月26日に、当時の深刻な内乱に直面し、スヴァネティのPrince Tsioq’ Dadeshkelianiは、ロシア帝国の保護国となることに同意する条約に調印した。そのアクセスの困難さから、保護国になった後も有意な自治権は保持できていたが、1857年に皇帝の直轄地とされてからは、自治権を事実上撤廃されてしまった。1875年にはロシア人たちは追加的な重税を課すことで支配を強めた。これにスヴァン人たちが反乱を起こしたが、ロシアは軍隊を出して対抗した。ロシア軍は大きな犠牲を強いられたが、1876年に反乱を鎮圧した。 
ソビエト連邦成立後、クタイシ県の一部として、スヴァネティはMestia地区と Lentekhi地区に分割された。1921年にはソ連政府に反対するスヴァネティ反乱（Svanetian Uprising）が起こったが、成功しなかった。 

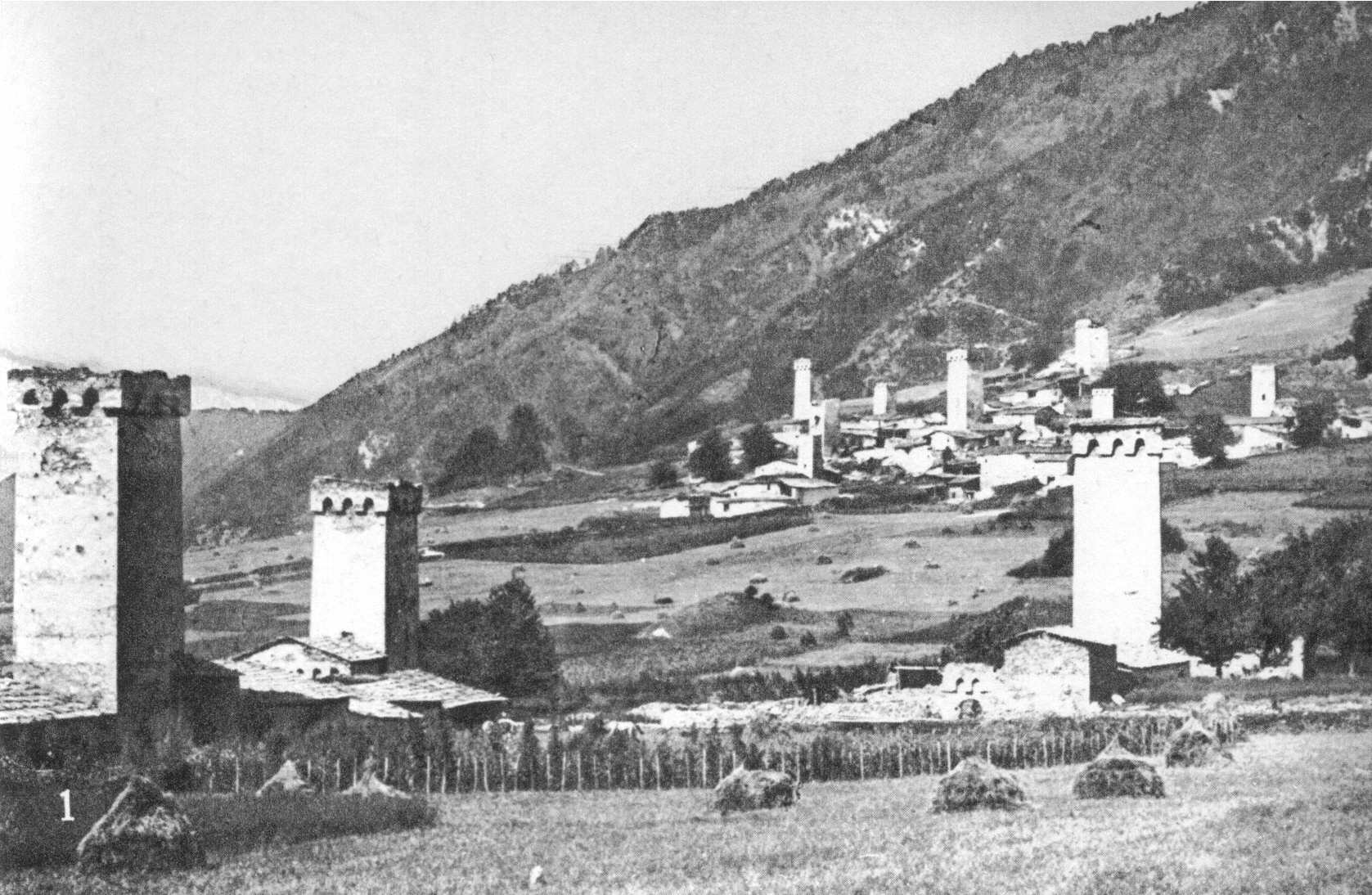
Vintage photo of Mestia, c. 1890s

1987年にスヴァネティを雪崩が襲い、数件の住居を破壊し、70人の死者（大半は学童）を出した。
ソビエト連邦の崩壊とそれに続くグルジア内戦は、この地方にも社会経済上の深刻な問題をもたらした。スヴァネティの住民たちは数百年来、高山環境の厳しい条件に抵抗して暮らしてきたが、ソ連崩壊以降20年ほどの間で増大してきた経済的困難や頻発する自然災害（洪水、地すべりなど）が、住民たちの離村に繋がっている。スヴァネティは一時、犯罪者たちの避難場所と化して住民たちや観光客たちを脅かしていたが、ジョージアの特殊部隊による大規模な犯罪者掃討作戦が2004年3月に行われ、状況は大きく改善した。

## スヴァン人
スヴァネティの先住民族であるスヴァン人は、グルジア人の民族的サブグループである。1930年代まではミングレル人（Mingrelians）とスヴァネティ人は、固有のセンサスグループを形成していたが、それ以降は広い意味でのグルジア人に組み込まれるようになった。
スヴァン人たちは4世紀から6世紀にキリスト教に改宗し、現在はグルジア正教徒である。しかし、かつて信仰していた異教の名残にも、保持されているものがある。ジョージアの守護聖人である聖ゲオルギウスが、最も尊崇されている聖人である。スヴァン人たちは血族による報復などの古い習慣も保持している。彼らの家族は小規模で、夫が世帯主である。
典型的なスヴァン人たちは2ヶ国語話者である。彼らはグルジア語と、民族の言語であるスヴァン語を使う。スヴァン語は文字のない言語で、メグレル語、ラズ語とともに南コーカサス語族を構成している。スヴァン語は概してグルジア語に取って代わられつつある。

## 文化と観光
スヴァネティは優れた建造物群と美しい景観で知られている。同時に、スヴァネティの植物相は旅行者たちにとっては、非常に評判のよいものである。中心都市のメスティアが観光拠点となり、コーカサス山脈へのトレッキングの拠点となっている。
有名なスヴァネティの塔は9世紀から12世紀に建てられたもので、それが地方の魅力をいっそう引き立てている。この地方には数十のグルジア正教会の聖堂やさまざまな要塞化した建造物群も存在している。上スヴァネティの記念建造物群は、1996年にユネスコの世界遺産にも登録されている。
スヴァン人の文化は歌や踊りの中に驚くほどによく保存されている。スヴァネティはグルジアの声楽の中でも、多声歌唱の最も複雑な形態をもっていることを誇りとしている。

## 世界遺産

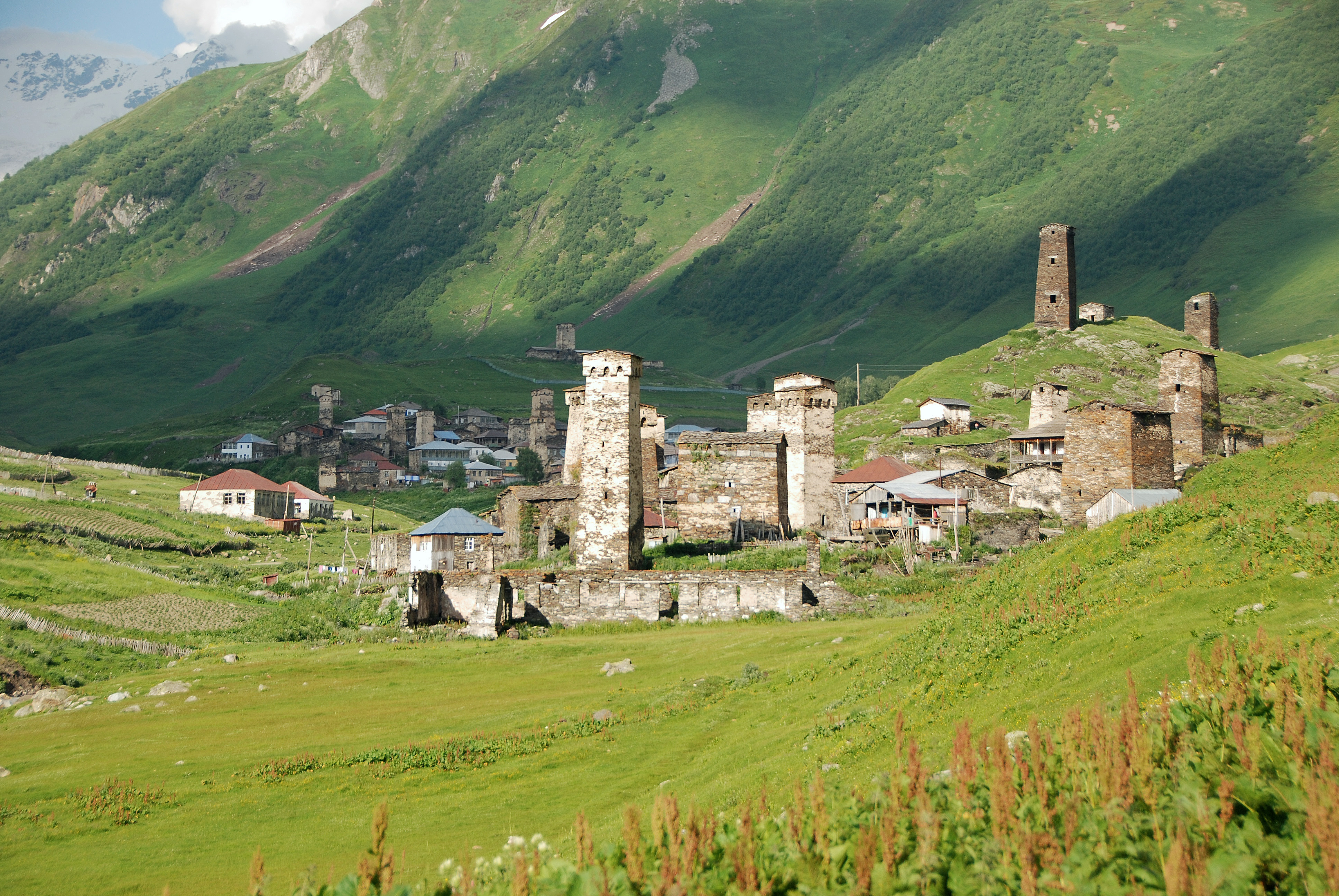
ウシュグリ村

上スヴァネティに残る聖堂や住居、塔などの建造物群は、1996年にユネスコの世界遺産に登録された。聖堂の内部を飾る金属製レリーフによる美しいイコンの数々は、中世グルジア美術の水準の高さを現代にまで伝えるものである。また、高山に囲まれた地域に発達した独特の建造物群は、優れた文化的景観を形成している。ウシュグリ村は標高2,410メートルに位置し、欧州では最も標高の高い村とされており、村全体が世界遺産となっている。

### 登録基準
この世界遺産は世界遺産登録基準のうち、以下の条件を満たし、登録された（以下の基準は世界遺産センター公表の登録基準からの翻訳、引用である）。
- (4) 人類の歴史上重要な時代を例証する建築様式、建築物群、技術の集積または景観の優れた例。
- (5) ある文化（または複数の文化）を代表する伝統的集落、あるいは陸上ないし海上利用の際立った例。もしくは特に不可逆的な変化の中で存続が危ぶまれている人と環境の関わりあいの際立った例。